# الريف للإنتاج الفني
الريف للإنتاج الفني (Al Reef Art Production) شركة إنتاج تلفزيوني وسينمائي، مقرها أبوظبي، وهي جزء من مجموعة إعلامية تَتضمّنُ قناة إنفنيتي الفضائية ومجلة إنفنيتي و ARM.
تأسست الشركة في عام 2005 وقدمت الكثير من الأعمال التلفزيونية الاجتماعية؛ ثم انتقلت إلى العمل السينمائي.   

## مسلسلات تلفزيونية
- غربة مشاعر 2005
- الغدر 2005
- خلف القضبان 2005
- حسيبة 2006
- الهشيم 2006
- أسياد المال 2006
- بين الهدب دمعة 2006
- مرايا 2006
- مسلسل سعدون العواجي أين هو

## برامج تلفزيونية
- دمعة وابتسامة

## سينما
- فيلم المهد
- فيلم مهمة صعبة
- فيلم منتهى الإحساس

## وصلات خارجية
- الريف للإنتاج الفني

1. ↑  البيان. "«الريف للإنتاج الفني» تحتفي بموظفيها والإعلاميين". www.albayan.ae. اطلع عليه بتاريخ 2025-06-10.
2. ↑  "الريف للإنتاج الفني". السينيما  elCinema (بالإنجليزية). Retrieved 2025-06-10.
3. ↑  "شركة الريف للإنتاج الفني". اس جي ان sjn. اطلع عليه بتاريخ 2025-06-10.